# Miriam Lemle
Miriam Lemle (Roma, 17 de dezembro de 1937 – 12 de fevereiro de 2020) foi uma linguista brasileira. Foi livre docente pela Universidade Federal do Rio de Janeiro (UFRJ) de 1987 a 2007 quando se aposentou. Em 2006 recebeu o título Professora Emérita da UFRJ. [ligação inativa] Foi presidente da Associação Brasileira de Linguística no período 1987-1989.

## Vida acadêmica
Em 1962, três anos depois de se graduar em Letras Neolatinas naquela que atualmente é a Universidade Federal do Rio de Janeiro  e ainda como estagiária no Museu Nacional da Universidade Federal do Rio de Janeiro, Miriam Lemle começava seu percurso na Lingüística.
Seis anos mais tarde, já Mestre em Lingüística pela Universidade da Pensilvânia (EUA), Miriam Lemle participaria da criação da primeira pós-graduação em Lingüística do país, inicialmente no Museu Nacional, mas logo transferida para a Faculdade de Letras da Universidade Federal do Rio de Janeiro: o mestrado e o doutorado em Teoria Lingüística, credenciados ambos pelo Parecer CESu 573/70, de 7 de agosto de 1970. Conseqüentemente, seu nome ficaria ligado à criação e expansão de uma área de conhecimento no Brasil, porque ela teria parte na formação dos professores que, oriundos de diferentes regiões do País, iam estudar essa nova área na UFRJ.
O doutoramento na UFRJ, numa Lingüística já consolidada no Brasil como área de conhecimento, viria bem mais tarde, em 1980. A demora na titulação refletia o consenso da época  de que o Doutorado não era a condição indispensável para o início de uma carreira acadêmica, mas uma forma de  reconhecimento da maturidade acadêmica.
Em fevereiro de 1982 Miriam Lemle consolidava sua participação nas atividades da Faculdade de Letras da UFRJ  ao transferir-se formalmente do Setor de Lingüística do Departamento de Antropologia do Museu Nacional para o Departamento de Lingüística e Filologia da Faculdade de Letras. Com isso ganhava peso e regularidade seu envolvimento com a graduação. Esse envolvimento não ficaria restrito à Faculdade de Letras, uma vez que 12 anos mais tarde ela estaria entre os professores do Departamento de Lingüística e Filologia que passariam a atuar concomitantemente na Faculdade de Medicina, no então recém-criado curso de Fonoaudiologia da UFRJ.
Coordenou o Programa de Pós-Graduação em Lingüística da UFRJ em 1983-1984, e manteve-se como Vice-Coordenadora até 1986. Em 1985, bolsista do Programa Fulbright, faria pós-doutorado no Instituto de Tecnologia de Massachusetts (EUA). Nessa época, já reconhecida no país como uma figura catalisadora da pesquisa em gramática gerativa, Miriam Lemle estreitaria seu contacto com o Professor Noam Chomsky, idealizador dessa teoria.
Em 1987 seria eleita para a presidência da Associação Brasileira de Linguística (ABRALIN) para o período 1987-1989. Atuaria ainda como Substituto Eventual do Chefe de Departamento de Lingüística e Filologia da UFRJ em 1993. Desde 1991 manteve-se como membro da Comissão de Convênios da Faculdade de Letras e, a partir de 1994, quando se tornou professor titular, passou a membro nato da Congregação da Faculdade de Letras.
Ministrou cursos de extensão quer na Faculdade de Letras, quer no Fórum de Ciência e Cultura da UFRJ. Aos muitos encontros de gramática gerativa que organizou na década de 1990, com professores renomados internacionalmente, como, por exemplo, Yosef Grodzinsky, Stephen R. Anderson, Juan Uriagereka], Massimo Piatelli-Palmarini, Michel Degraff e o próprio Noam Chomsky, acorriam lingüistas de todo o Brasil. Seu interesse pela gramática gerativa a conduziria para a Neurociência, no final da década 1990, quando no Brasil essa área não incluía a Linguística, nem a Linguística reconhecia a Neurociência.
Em 22 de maio de 2007, o Departamento de Lingüística e Filologia da UFRJ decidiu unanimemente solicitar a concessão do título Professor emérito para Miriam Lemle, que se aposentaria em dezembro desse ano, ao completar 70 anos.
Participou do programa de pós-graduação em Lingüística da UFRJ na linha de pesquisa “Gramática na Teoria Gerativa”. Coordenou desde 2003 o Laboratório Clipsen (Computações Lingüísticas: Psicolingüística e Neurofisiologia), que congrega uma equipe interdisciplinar de professores e alunos dos programas de pós-graduação em Lingüística e em Engenharia Biomédica (LAPIS/COPPE) da UFRJ, bem como alunos de Iniciação Científica. Com esse projeto ganharia em 2004 e também em 2006 o prêmio Cientista do Nosso Estado, da Fundação Carlos Chagas Filho de Amparo à Pesquisa do Estado do Rio de Janeiro (FAPERJ), bem como o Edital Universal do Conselho Nacional de Desenvolvimento Científico e Tecnológico (CNPq) de 2003 e o de 2005.

## Obra (seleção)
- Análise Sintática: teoria geral e descrição do Português, São Paulo: Ática (1984)
- Guia teórico do alfabetizador, São Paulo: Ática (17ª edição, 2007), ISBN 9788508114917